# Marquesado de Casa Pizarro
El marquesado de Casa Pizarro es un título nobiliario español concedido el 24 de junio de 1815 (Real Despacho de 4 de abril de 1815) a Ramón García de León y Pizarro, gobernador de Guayaquil, Ecuador, y caballero de la Orden de Calatrava.
El nombre hace referencia al apellido del primer marqués.

## Marqueses de Casa Pizarro
|                           | Titular                              | Periodo                   |
| Creación por Fernando VII | Creación por Fernando VII            | Creación por Fernando VII |
| ------------------------- | ------------------------------------ | ------------------------- |
| I                         | Ramón García de León y Pizarro       | 1815-1815                 |
| II                        | Rafael García de León y Zaldúa       | 1816-1848                 |
| III                       | Adolfo García de León y March        | 1853-1888                 |
| IV                        | Luis de Santa María y García de León | 1888-1919                 |
| V                         | Ramiro Alonso-Castrillo y Bayón      | 1920-1932                 |
| VI                        | Ramiro Alonso-Castrillo y Mansí      | 1951-                     |
| VII                       | Álvaro Alonso-Castrillo y Romeo      | 1961-2015                 |
| VIII                      | Silvia Alonso-Castrillo Allain       | 2016-                     |

## Historia de los marqueses de Casa Pizarro
- Ramón García de León y Pizarro (Orán, 23 de enero de 1738-Charcas, 6 de diciembre de 1815) I marqués de Casa Pizarro[3].  Le sucedió su hijo.

Contrajo matrimonio con Mariana de Zaldúa y Ruiz de la Torre.
- Rafael García de León y Zaldúa (bautizado en Quito, 28 de octubre de 1768-Madrid, 23 de junio de 1848) II marqués de Casa Pizarro. Le sucedió su hijo.

Contrajo matrimonio con Ramona March y O'Doyle.
- Adolfo García de León y March (Madrid, 30 de enero de 1828-Madrid, 22 de agosto de 1888) III marqués de Casa Pizarro.[4] Le sucedió su sobrino.

Contrajo matrimonio con Mercedes López de Zárate y Ramírez de Haro .
- Luis Santa María y García de León (bautizada en Madrid el 19 de agosto de 1845-Madrid, 3 de septiembre de 1919) IV marqués de Casa Pizarro. Le sucedió su prima.

- María de los Dolores Bayón y García de León (bautizada en Valladolid el 2 de abril de 1857) V marquesa de Casa Pizarro. Le sucedió su hijo.

Contrajo matrimonio con Demetrio Alonso-Castrillo y del Caño.
- Ramiro Alonso-Castrillo y Bayón (Madrid, 9 de marzo de 1878-Madrid, 29 de febrero de 1932) VI marqués de Casa Pizarro. Le sucedió su hijo.
Contrajo matrimonio con Regina Mansi y González-Tablas.

- Ramiro Alonso-Castrillo y Mansi (Madrid, 15 de octubre de 1903) VII marqués de Casa Pizarro.[5] Sucedió su hijo.

Contrajo matrimonio con Enriqueta Romeo y Fernández-Duro.
- Álvaro Alonso-Castrillo y Romeo (12 de enero de 1931-6 de mayo de 2015) VIII marqués de Casa Pizarro.[6] Sucedió su hija.

Contrajo matrimonio con Monique Allain Bellanger.
- Silvia Alonso-Castrillo y Allain,  IX marquesa de Casa Pizarro.[7]